# Просвірнін Єгор Олександрович
Єгор Олександрович Просвінін (рос. Егор Александрович Просвинин; 3 квітня 1986, Владивосток — 27 грудня 2021, Москва) — російський блогер, публіцист, журналіст і пропагандист. 

## Біографія
Єгор Просвірнін народився у Владивостоку. Починав свою кар'єру журналіста у виданнях про відеоігри. Ставши популярним блогером, відкрив власний політичний сайт ультраправого спрямування "Спутник и Погром". Завдяки цьому сайту став одним із відомих діячів російського націоналістичного руху, а пізніше став прихильником монархічних поглядів.
Попри критику на адресу офіційного Кремля, підтримав анексію Криму та окупацію Донбасу з боку Росії. Однак у 2015 році у зв'язку з низкою висловлювань екстремістського характеру, опублікованих на сайті «Спутник и Погром», було порушено кримінальну справу, в якій Просвірнін проходив як свідок. В липні 2017 року сайт видання був заблокований у Росії, а в жовтні 2018 року видання остаточно закрилося. Після закриття «Спутник и Погром» Просвірнін продовжив свою кар'єру блогера і публіциста, ведучи стріми та блоги на своєму YouTube-каналі "Czar" на значні політичні теми. 
У січні 2016 року Просвірнін, разом із письменником Едуардом Лимоновим, колишнім польовим командиром донбаських сепаратистів Ігорем Гіркіним та іншими відомими російськими націоналістами створили організацію "Комітет 25 січня", яка, змінивши назву на "Загальноросійський національний рух", незабаром припинила своє існування.
27 грудня 2021-го Просвірнін загинув в результаті падіння з балкона будинку в Москві на вулиці Тверській.
Був похований 4 січня 2022 року на Троєкурівському цвинтарі в Москві.